# Дієч (комуна)
Дієч (рум. Dieci) — комуна у повіті Арад в Румунії. До складу комуни входять такі села (дані про населення за 2002 рік):
- Дієч (794 особи) — адміністративний центр комуни
- Кочуба (22 особи)
- Крокна (508 осіб)
- Реветіш (348 осіб)
- Рошія (82 особи)

Комуна розташована на відстані 366 км на північний захід від Бухареста, 73 км на схід від Арада, 115 км на південний захід від Клуж-Напоки, 100 км на північний схід від Тімішоари.

## Населення
За даними перепису населення 2002 року у комуні проживали 1754 особи.
Національний склад населення комуни:
| Національність | Кількість осіб | Відсоток |
| -------------- | -------------- | -------- |
| румуни         | 1730           | 98,6%    |
| цигани         | 19             | 1,1%     |
| українці       | 5              | 0,3%     |

Рідною мовою назвали:
| Мова       | Кількість осіб | Відсоток |
| ---------- | -------------- | -------- |
| румунська  | 1743           | 99,4%    |
| циганська  | 6              | 0,3%     |
| українська | 5              | 0,3%     |

Склад населення комуни за віросповіданням:
| Релігія       | Кількість осіб | Відсоток |
| ------------- | -------------- | -------- |
| православні   | 1423           | 81,1%    |
| баптисти      | 210            | 12,0%    |
| п'ятдесятники | 111            | 6,3%     |
| бретрени      | 3              | 0,2%     |
| римо-католики | 1              | 0,1%     |